# Iablis
Iablis: Jahrbuch für europäische Prozesse war ein kulturwissenschaftliches Jahrbuch, gegründet 2001 (1. Jahrgang 2002), herausgegeben von Ulrich Schödlbauer. Iablis erschien bis 2008 in einer Printversion im Manutius Verlag, Heidelberg. Die gleichzeitig erscheinende Onlineversion (Volltext) setzte ab dem 8. Jahrgang 2009 die Publikation unter gleichem Namen bis 2020 fort. Die Redaktion befand sich am Institut für Neuere deutsche und europäische Literatur der Fernuniversität in Hagen. Adressat war eine am Prozess der europäischen Einigung und an Fragen der kulturellen Identität Europas interessierte Öffentlichkeit. Publiziert wurden Artikel von fächerübergreifendem Interesse sowie Beiträge aus Literatur und Kunst.
Mit dem 19. Jahrgang endete 2020 die Folge der Beiträge zum kulturwissenschaftlichen Jahrbuch Iablis. In den Abteilungen Acta litterarum und Grabbeau werden weiter neue Beiträge veröffentlicht.
Fortgesetzt wird Iablis durch das seit 2022 von den Iablis-Herausgebern geführte Online-Magazin GlobKult,

## Jahrgangsthemen
- 2002: Migration: Die Erzeugung von Zwischenwelten
- 2003: Öffentlichkeit als Bühne: Kontaminationen
- 2004: Aufbruch in den rechtsfreien Raum: Normvirulenz als kulturelle Ressource
- 2005: Übersprungene Identität. Von Proto-Nationen und Post-Existenzen
- 2006: Demographie als Schicksal: Klimawandel in der Gesellschaft
- 2007: Warum Reformen scheitern. Die Kultur der Gesellschaft
- 2008: Die Enden der Kunst
- 2009: Strategeme der Selbstbehauptung. Kultur und Verlust
- 2010: Zeitfenster. Zur Theorie und Praxis des Opportunen
- 2011: Wissensfiktionen. Wieviel Phantasie steckt in der Wirklichkeit?
- 2012: Die Rückkehr des Tabus. Scham, Schamgrenzen und Schamlosigkeit im postsouveränen Zeitalter
- 2013: Emanzipation. Der Mehrwert der Geschichte
- 2014: Ökonomismus – Endstation, Durchgangsstadium oder Missverständnis?
- 2015: Botschaften des Todes. Die Unlust am Untergang
- 2016: Die Korruption der öffentlichen Dinge
- 2017: Die (leid)geprüfte Demokratie
- 2018: Die ungleichen Gleichen. Differenz als Unruhe
- 2019: Formen des Politischen
- 2020: Schach dem Wissen. Über schwarze und weiße Wissenschaften

## Interviews
In jedem Jahrgang finden sich Interviews zu den Jahrgangsthemen mit einschlägigen, prominenten Experten:
- Omar Akbar: Glanz und Elend der modernen Stadt (2009)
- Aleida Assmann: Vom Vergessen der Kunst (2008)
- Peter Brandt: Selbstbehauptung vor der Geschichte (2009)
- Wolfgang Braungart: Zeit für Dichtung (2010)
- Judith Butler: Feminism should not resign (2006)
- Raphael Gross: Wandel der Gedenkkultur (2007)
- Dieter Henrich: Zukunft im Enden (2008)
- Franz Hörmann: Geld, Plan, Chaos (2011)
- Reinhart Koselleck: Öffentlichkeit ist kein Subjekt (2003)
- Gerardo Marotta: Vom Weltgeist in Neapel (2012)
- Herfried Münkler: Schachzug (2005)
- Rainer Münz: Wie viel Bevölkerung verträgt die Gesellschaft (2006)
- Manfred Riedel: Geheimes Deutschland (2005)
- Hans von Storch: Zeitfenster für Klimaforscher (2010)
- Raymond Verdaguer: »Je ne suis que de passage« (2005)